# کریتسادا کامان
کریتسادا کامان (تایلندی: กฤษดา กาแมน؛ زادهٔ ۱۸ مارس ۱۹۹۹) بازیکن فوتبال اهل تایلند است.
از باشگاه‌هایی که در آن بازی کرده‌است می‌توان به باشگاه فوتبال چونبوری اشاره کرد.
وی همچنین در تیم‌های ملی فوتبال زیر ۲۳ سال تایلند و تایلند بازی کرده‌است.